# Princess Anne's Battery

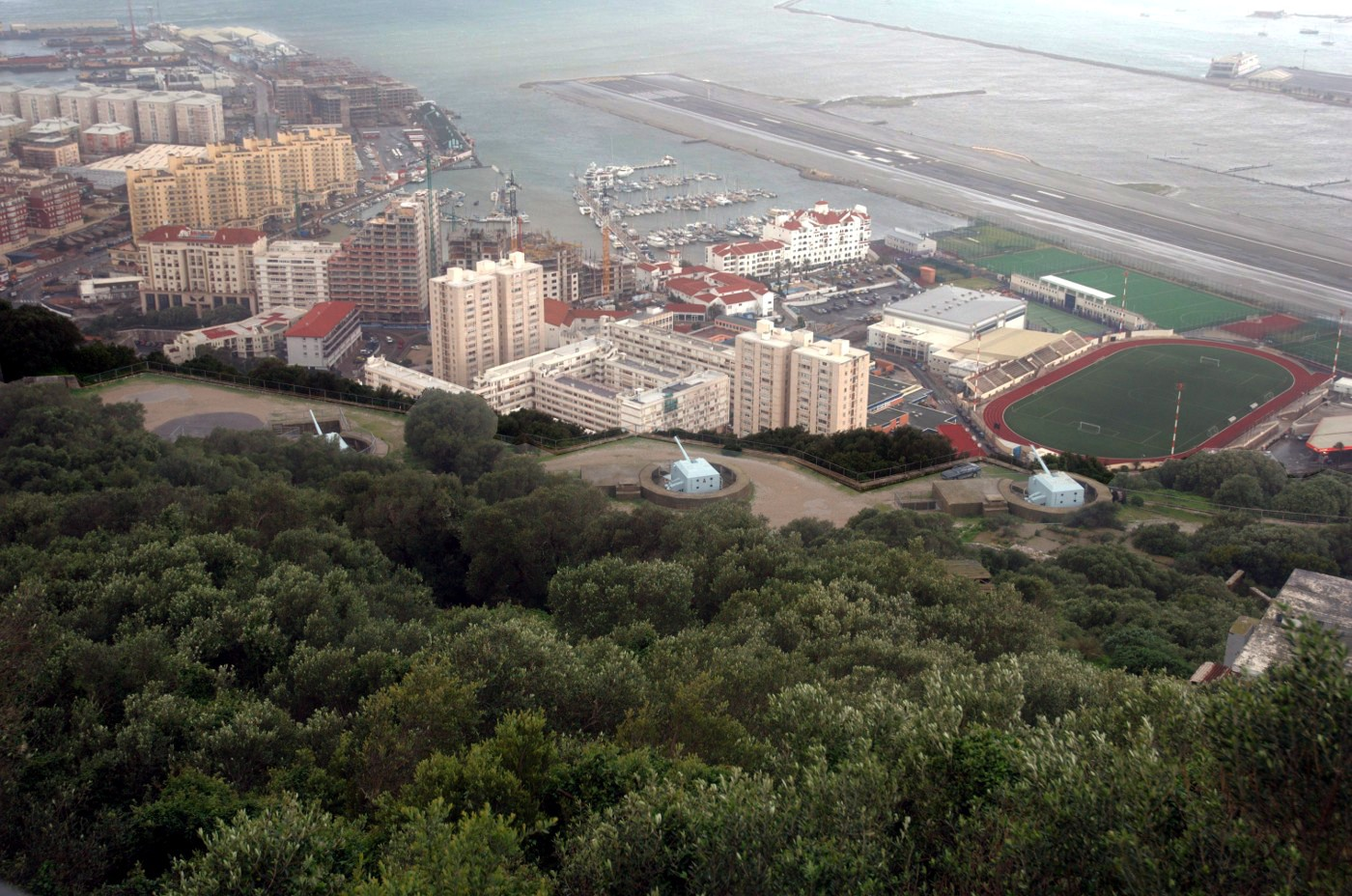
La Princess Anne's Battery.

La Princess Anne's Battery (« batterie de la Princesse Anne ») est une batterie d'artillerie à Gibraltar. Elle est située sur le plateau de Willis à l'extrémité nord de l’Upper Rock Nature Reserve.
Elle est nommée d'après la Princesse Anne, la fille aînée du roi George II.
La batterie a été active jusqu'au années 1980 et a été notamment équipée de canons de 5,25 pouces QF.